# Nordischer Sängerverband
Der Nordische Sängerverband (offiziell Nordisk Sangerforbund, NSF) ist der Dachverband der Männerchöre aus den baltischen und nordischen Ländern Europas. Er wurde am 21. Mai 1956 in Bergen gegründet. 2005 traten die Landesverbände aus dem Baltikum dem Dachverband bei.
In Anlehnung an die Tradition des Nordic-Baltic Choral Festival richtete der Verband seit 2005 zwei eigene Ausgaben des Nordic-Baltic Male Choir Festival aus: im Mai 2006 in der Saku Suurhall in Tallinn mit 2300 Teilnehmern, sowie vom 15.–17. Juni 2012 in Tartu unter freiem Himmel mit knapp 5000 Teilnehmern. Die nächste Ausgabe findet vom 12.–14. Mai 2016 in der Harpa in Reykjavík statt.
Verbandspräsident ist Eyþór Eðvarðsson.

## Mitgliedsverbände
- Dänischer Sängerverband (Dansk Sanger-Forbund, DSF)
- Estnischer Männergesangsverband (Eesti Meestelaulu Selts, EMLS)
- Schwedischer Männergesangsverband Finnlands (Finlands Svenska Manssångarförbund, FSM)
- Finnischer Männerchorverband (Suomen Mieskuoroliitto)
- Vereinigung isländischer Männerchöre (Samband Islenskra Karlakóra, SIK)
- Schwedischer Chorverband (Sveriges Körförbund)
- Norwegisches Sängerforum (Norsk Sangerforum, NSF)

Folgende Chöre sind Verbandsmitglieder, da in ihren Heimatländern keine Männerchor-Vereinigung existiert:
- Männerchor Gaudeamus der Technischen Universität Riga
- Männerchor Tórshavn (Färöer)
- Männerchor Qissiat (Grönland)

Auslandsverbände aus Übersee:
- American Union of Swedish Singers
- Amerikan Laulajat (AL)
- Norwegian Singers Association of America (NSAA)
- Pacific Coast Norwegian Singers Association (PCNSA)